# 上蒙塔尼茨帕爾芬山

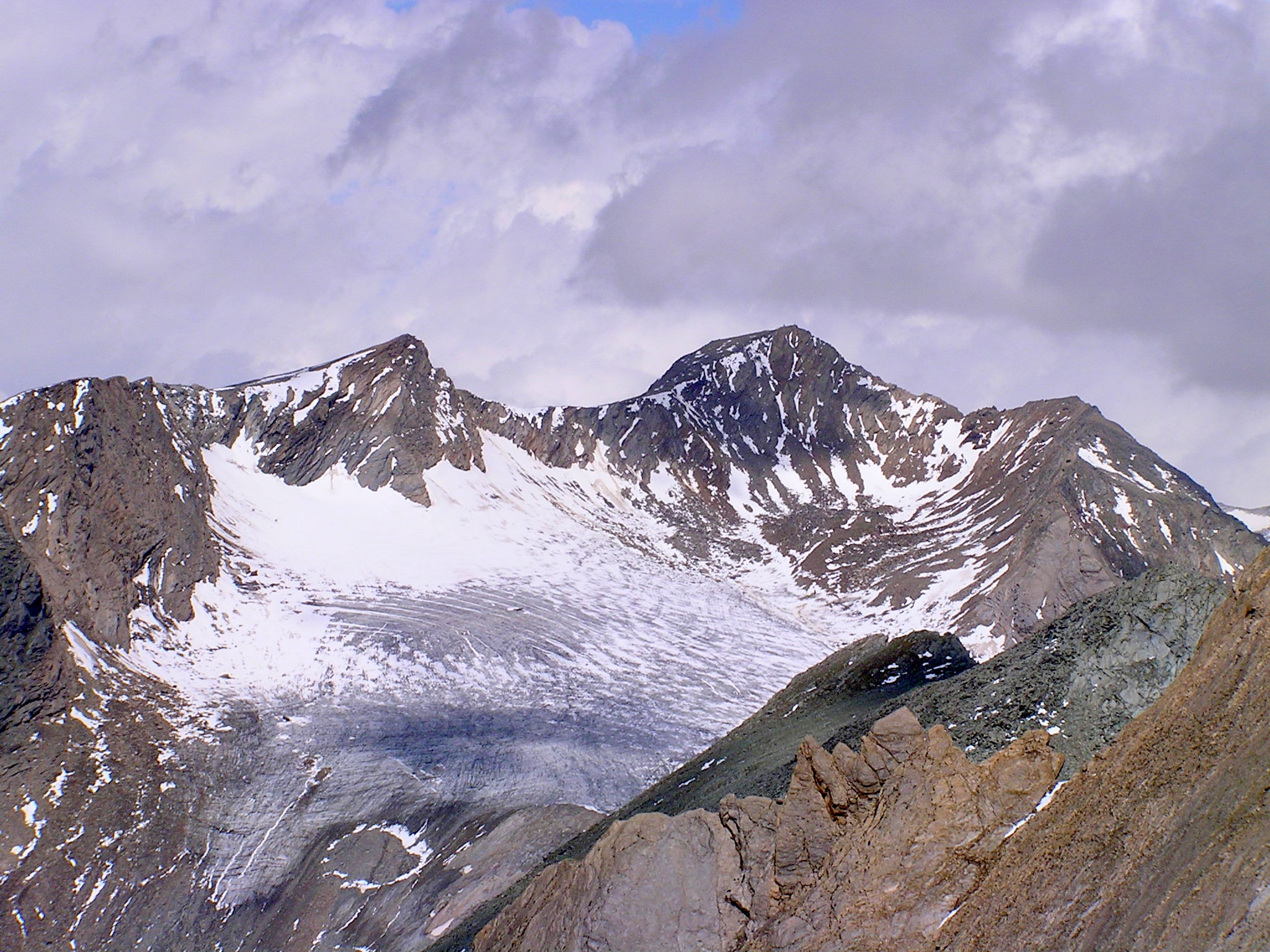

47°04′19″N 12°35′34″E / 47.071926°N 12.592790°E
上蒙塔尼茨帕爾芬山（德語：Oberer Muntanitzpalfen），是奧地利的山峰，位於該國西部，由蒂羅爾州負責管轄，屬於格拉納特山脈的一部分，海拔高度3,170米，人類在1871年9月2日首次登頂。